# Bloemenwerf
Bloemenwerf is een landhuis in de Belgische gemeente Ukkel in het Brussels Hoofdstedelijk Gewest naar een ontwerp van Henry Van de Velde dat lange tijd dienstdeed als atelierwoning van de architect.

## Situering
Voor Van de Velde, die zich tot dan toe vooral bezig had gehouden met schilderkunst, was het zijn eerste gebouw. Hij ontwierp het huis in 1895 voor zichzelf en zou er met zijn echtgenote Maria Sèthe wonen tot hun emigratie naar Duitsland in 1900. De voor die tijd ongewone vormentaal baarde opzien.
De architectuur en decoratie van de villa Bloemenwerf is beïnvloed door de arts-and-craftsbeweging. De voorgevel heeft drie puntgevels die bekleed zijn met houten planken. Van de Velde ontwierp ook het interieur en de meubels, enkele gebruiksvoorwerpen en het behang. Alle vertrekken van de woning komen uit op een centrale hal, met trappenhuis en een galerij op de eerste verdieping.
Het huis werd in 1983 beschermd als monument en staat ook, als onderdeel van het architecturale oeuvre van Henry Van de Velde, op de voorlopige lijst van Werelderfgoed in België. Ook de omliggende tuin van 27 are werd in 1983 beschermd.
Medio juni 2013 raakte bekend dat de eigenaar de villa Bloemenwerf te koop aanbood met een vraagprijs van 2,45 miljoen euro.

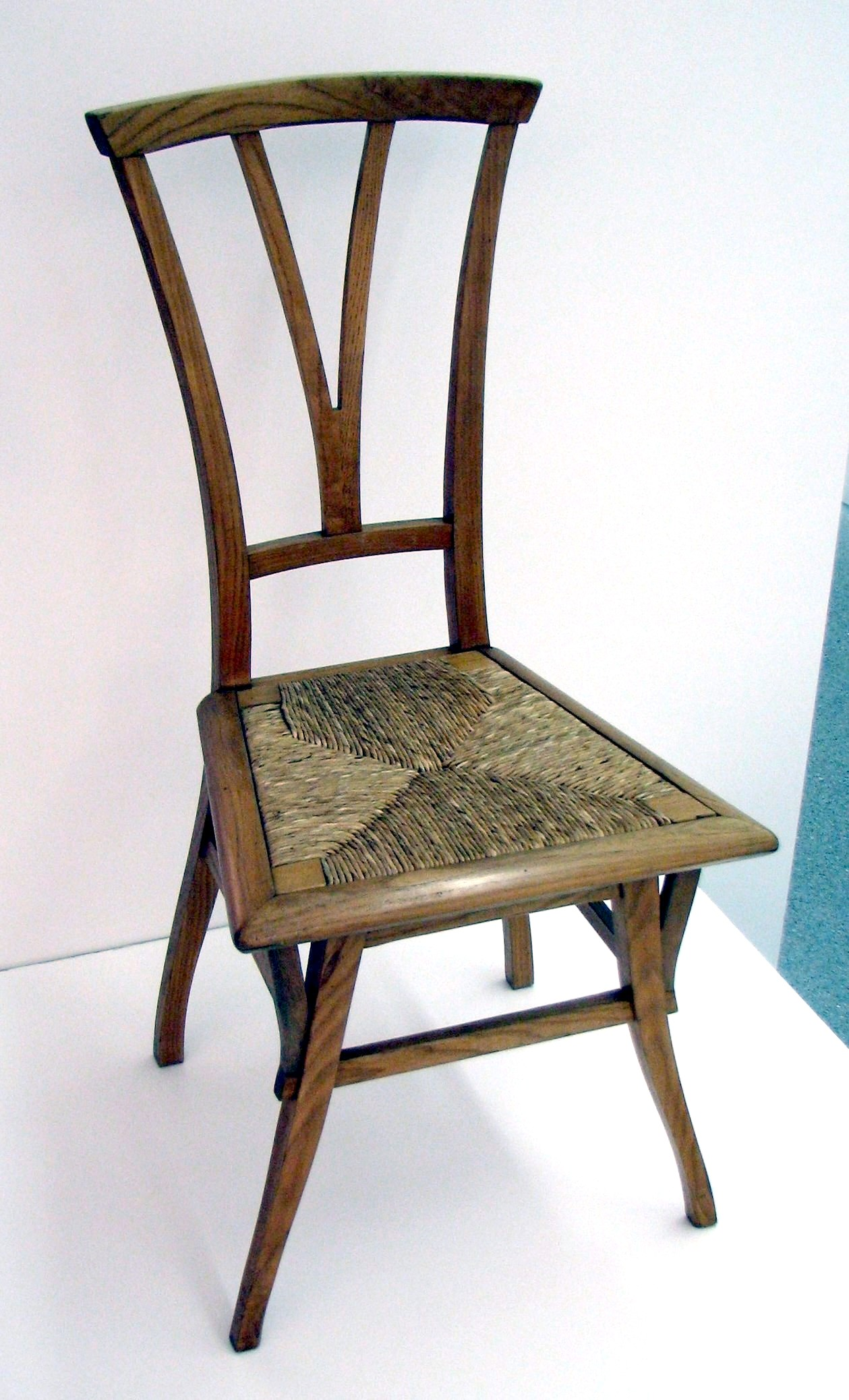
Eetkamerstoel voor Bloemenwerf